# Anne Sullivan
Anne Sullivan Macy (ur. jako Johanna Mansfield Sullivan 14 kwietnia 1866 w Feeding Hills, Agawam, w Massachusetts, zm. 20 października 1936 w Forest Hills, Queens, w Nowym Jorku) – amerykańska nauczycielka, mentorka i towarzyszka Helen Keller przez prawie 50 lat. Przeszła do historii dzięki autorskiemu sposobowi nauczania dzieci z niepełnosprawnymi narządami słuchu i wzroku. Otworzyła tym samym drogę do wykształcenia wielu osobom spisanym dotąd na straty.

## Dzieciństwo
Zgodnie z aktem chrztu jej pełne nazwisko brzmiało Johanna Mansfield Sullivan. Do historii przeszła jednak jako Anne lub też Annie, jak zwykło było nazywać się ją w dzieciństwie. Była najstarsza z piątki dzieci (dwójka zmarła w wieku niemowlęcym) Thomasa i Alice (z d. Cloesy) Sullivan, którzy wyemigrowali do Stanów Zjednoczonych z Irlandii podczas okresu Wielkiego głodu.
W wieku 5 lat Sullivan przeszła infekcję oka – jaglicę, która prawie całkowicie odebrała jej wzrok. Gdy Anne miała 8 lat, jej matka zmarła na gruźlicę, zaś ojciec w dwa lata po śmierci żony opuścił dzieci, nie radząc sobie z samotnym ojcostwem. Anne z siostrą i młodszym bratem Jamesem (Jimmiem) trafili do podupadłego i zatłoczonego przytułku dla niewidomych w Tewksbury w Massachusetts. Jimmie zmarł na gruźlicę 4 miesiące później. Anne pozostała w Tewksbury i przeszła dwie nieudane operacje oka.
Z powodu napływających raportów o okrucieństwie wobec mieszkających w Tewksbury niewidomych, m.in. przemocy seksualnej oraz kanibalizmu, komisja nadzorująca działalność charytatywną w stanie Massachusetts (ang. the Massachusetts Board of State Charities) wszczęła w 1875 dochodzenie w tej sprawie. Śledztwo poprowadzili Franklin Benjamin Sanborn, późniejszy przewodniczący komisji, oraz Samuel Gridley Howe – założyciel Szkoły Perkinsa dla Niewidomych w Bostonie (z ang. Perkins School for the Blind).
W lutym 1877 Anne została wysłana do szpitala Sióstr de la Charite w Lowell w stanie Massachusetts, gdzie przeszła kolejną nieudaną operację. Przebywała tam przez pół roku, pomagając siostrom na oddziałach i załatwiając dla nich drobne sprawunki. Następnie przeniesiono ją do szpitala miejskiego i ponownie nieskutecznie zoperowano. Wróciwszy pod przymusem do Tewksbury, Anne zamieszkała z samotnymi matkami oraz niezamężnymi kobietami w ciąży.
W 1880 podczas jednej z wizyt Franklina Benjamina Sanborna w Tewksbury, będącego już wtedy szefem komisji nadzorującej działalność charytatywną w stanie Massachusetts, Anne ubłagała go, by pozwolił jej rozpocząć naukę w Szkole Perkinsa.

## Edukacja

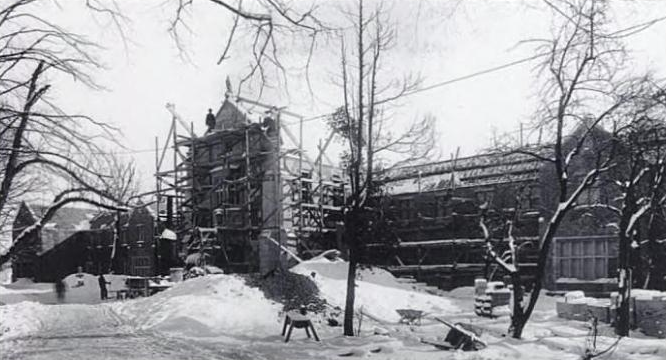
Budynek Howe należący do Szkoły Perkinsa dla Niewidomych, 1912

Zaczęła swoją edukację w Szkole Perkinsa 7 października 1880, mając 14 lat. Brak manier i obycia spowodował, że jej pierwsze kroki w szkole były trudne, jednak wkrótce udało jej się znaleźć wspólny język z nauczycielami. Zaczęła robić postępy w nauce. Podczas pobytu w szkole zaprzyjaźniła się z Laurą Bridgman, która jako pierwsza niesłysząca oraz niewidząca osoba ukończyła Szkołę Perkinsa. To od niej Sullivan nauczyła się języka migowego. W tym okresie przeszła także wiele operacji oka, które znacząco poprawiły jej wzrok. W czerwcu 1886, w wieku 20 lat, zakończyła edukację z najwyższymi notami w klasie.

## Kariera

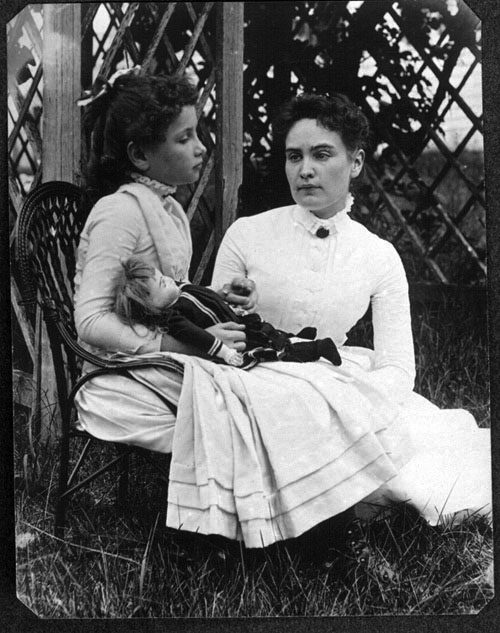
Anne Sullivan z ośmioletnią podopieczną Helen Keller na wakacjach w Brewster w Massachusetts

Następnego lata po ukończeniu przez Anne szkoły dyrektor Szkoły Perkinsa Michael Anagnos skontaktował się z Arturem Kellerem, który szukał nauczyciela dla swojej siedmioletniej, niewidomej i niesłyszącej córki Helen. Anagnos od razu polecił na to miejsce Sullivan, która zaczęła swoją pracę w domu Kellerów w Tuscumbii w Alabamie 3 marca 1887. Już pierwszego dnia po przyjeździe Sullivan pokłóciła się z rodzicami Helen z uwagi na fakt, że kiedyś posiadali niewolników. Jednak ze względu na małą Helen Anne nie porzuciła pracy. Był to początek ich 49-letniej relacji: Sullivan z nauczycielki zmieniła się wkrótce w guwernantkę, a potem towarzyszkę i przyjaciółkę.
Początkowo program nauczania zaproponowany przez Sullivan był realizowany w oparciu o ścisły plan dnia z ciągłym i regularnym wprowadzaniem nowego słownictwa. Jednakże szybko okazało się, że ta metoda nie była skuteczna. Zamiast tego Anne zaczęła więc uczyć Helen słownictwa bezpośrednio łączącego się z zainteresowaniami dziewczynki, przeliterowując jej każde słowo na dłoni. W ciągu 6 miesięcy to nowe podejście okazało się niezwykle skuteczne. Helen nauczyła się w tym czasie 575 słów, tabliczki mnożenia oraz alfabetu Braille'a. Sullivan wkrótce przekonała rodziców dziewczynki do wysłania jej do Szkoły Perkinsa dla Niewidomych, by miała szansę uzyskać odpowiednie wykształcenie. W 1888 Sullivan zabrała Keller do Bostonu i pozostała tam razem z nią. Dziecko okazało się być niesłychanie utalentowane i mimo ograniczeń związanych z niepełnosprawnością, osiągało świetne wyniki w nauce. Za sprawą dyrektora Michaela Anagnosa Keller stała się żywą reklamą Szkoły Perkinsa, co przełożyło się bezpośrednio na wzrost funduszy i darowizn przekazywanych na rzecz szkoły. Dzięki temu Szkoła Perkinsa dla Niewidomych w Bostonie jest do dziś najbardziej znaną i cenioną szkołą dla osób niewidomych w USA. W kolejnych latach Sullivan pomagała swojej podopiecznej w dalszej edukacji, która ostatecznie objęła również studia (dyplom z Radcliffe College). Pozostała bliską przyjaciółką Helen przez większą część życia.

## Życie prywatne

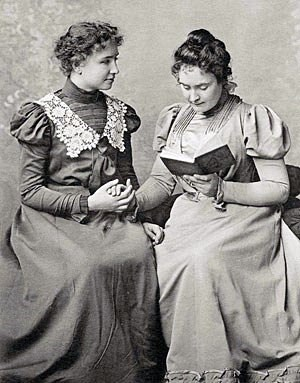
Helen Keller (po lewej) i Anne Sullivan (po prawej) w 1898

3 maja 1905 Sullivan poślubiła Johna Alberta Macy’ego (1877–1932), który był krytykiem literackim oraz wykładowcą na Uniwersytecie Harvarda. Pomagał Keller w jej publikacjach. John zamieszkał w domu, który dzieliły Keller i Sullivan. Po kilku latach małżeństwo Macy’ch zaczęło jednak przeżywać trudności. W 1914 doszło do separacji, choć według spisu ludności Stanów Zjednoczonych z 1920 Macy formalnie wciąż był zameldowany pod wspólnym adresem. Ostatecznie nie doszło do oficjalnego rozwodu, a Sullivan nie wyszła ponownie za mąż.

## Nagrody i upamiętnienie
W 1932 Keller i Sullivan zostały nagrodzone honorowym członkostwem przez Szkocki Instytut Edukacji (Educational Institute of Scotland), a także honorowym tytułem doktora honoris causa przez Uniwersytet Temple. Helen została nagrodzona tym tytułem w 1955 przez Uniwersytet Harvarda. W 1956 budynek należący do dyrektora Szkoły Perkinsa dla Niewidomych został nazwany „Keller-Macy Cottage” na cześć Anny i Helen.
W 2003 Sullivan została upamiętniona w narodowej galerii kobiecych sław – National Women’s Hall of Fame.

## Śmierć

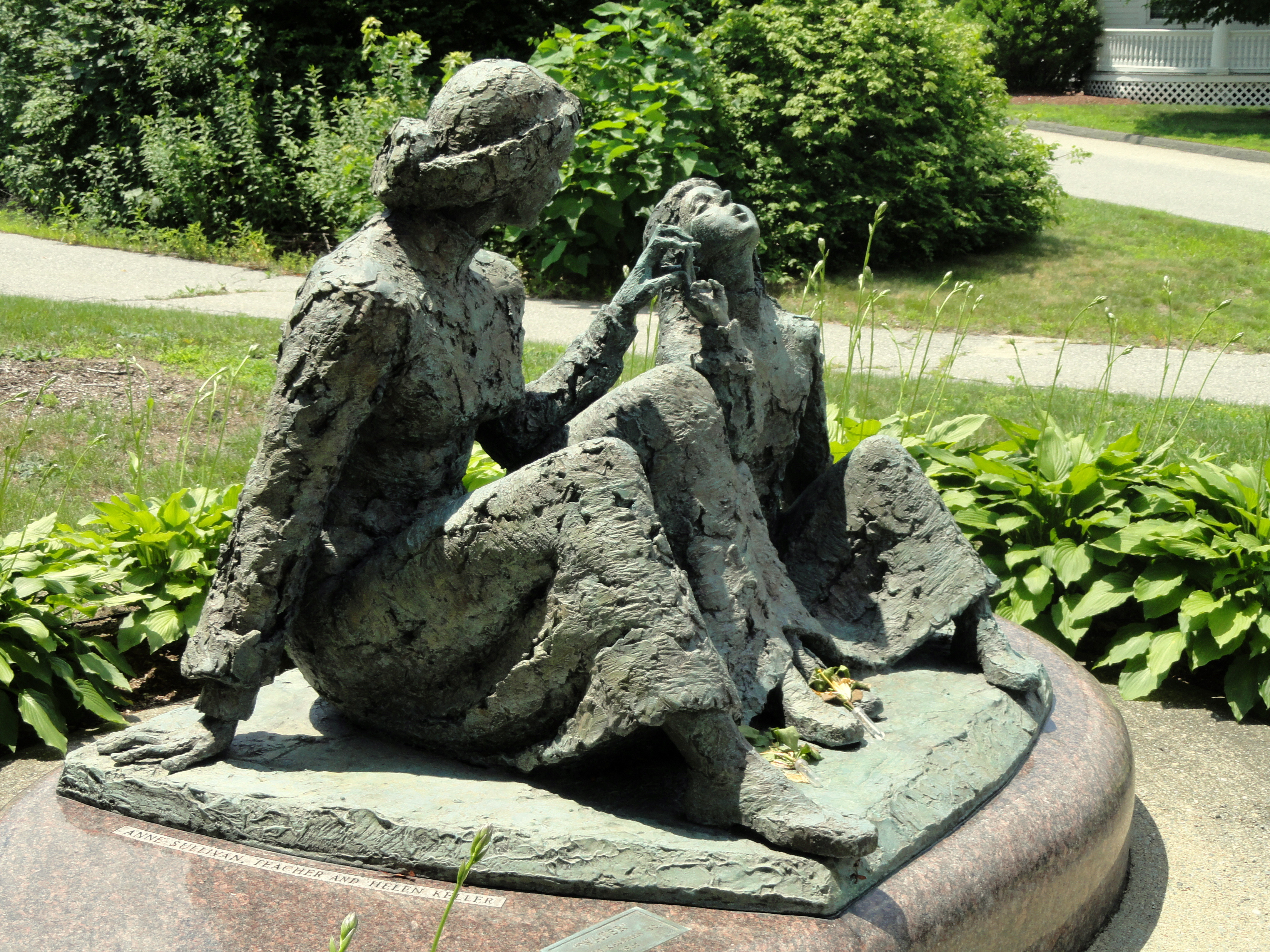
"Memoriał Anne Sullivan i Helen Keller" – pomnik wykonany z brązu mieszczący się w Tewksbury w Massachusetts.

Sullivan przez całe życie zmagała się z problemami ze wzrokiem, jednak po 1935 utraciła go całkowicie. Ze względu na chroniczny ból w jej prawym oku zostało ono usunięte. W 1936 jej drugie oko również zaczęło jej sprawiać ból. Kilka razy podróżowała do Kanady i Long Island, ale nikt nie był w stanie jej pomóc. 15 października, w wieku 70 lat, w Forest Hills Anne zapadła w śpiączkę z powodu zakrzepicy tętnic wieńcowych i zmarła 5 dni później, trzymana za rękę przez Keller. Helen relacjonowała, że Sullivan w ostatnich miesiącach swojego życia była bardzo nerwowa, ale na tydzień przed śmiercią znów stała się życzliwa.
Ciało Anne Sullivan został skremowane, a jej prochy pogrzebane w panteonie narodowym USA mieszczącym się w Katedrze Św. Piotra i Pawła w Waszyngtonie. Była pierwszą kobietą, która została w ten sposób wyróżniona za swoje osiągnięcia. Gdy Helen Keller zmarła w 1968, jej prochy złożono koło Sullivan.

## W mediach
Anne Sullivan, grana przez aktorkę Teresę Wright, jest główną bohaterką filmu Williama Gibsona „Cudotwórczyni”, wyprodukowanego na potrzeby telewizyjnej antologii „Playhouse 90” w 1957. „Cudotwórczynię” przeniesiono na scenę na Broadwayu, a w 1962 nakręcono kolejny film o tym samym tytule. Zarówno w późniejszej wersji filmowej, jak i w sztuce, w postać Sullivan wcieliła się Anne Bancroft. Patty Duke, która na Broadwayu i w filmie z 1962 zagrała Keller, odegrała rolę Sullivan w adaptacji z 1979. Z kolei w 1988 w filmie pt. „Między cudem a życiem” w rolę nauczycielki wcieliła się Roma Downey. W kolejnej produkcji z 2000 rolę Sullivan zagrała Alison Elliott. Alison Pill zagrała ją również na Broadwayu w 2010, z Abigail Breslin jako Keller.